# Championnat d'Italie de baseball 2009
Navigation
2008 2010
Le Championnat d'Italie de baseball 2009 est la 62e édition du Championnat d'Italie de baseball regroupant les meilleures équipes italiennes de baseball. Fortitudo Baseball est sacré pour la huitième fois de son histoire.

## Les clubs
| Equipe                     | Ville                            | Stade                      | Capacité |
| -------------------------- | -------------------------------- | -------------------------- | -------- |
| Fortitudo Baseball Bologne | Bologne (Émilie-Romagne)         | Stadio Gianni Falchi       | 4000     |
| De Angelis Godo            | Russi (Émilie-Romagne)           | Stadio Antonio Casadio     | 2000     |
| T&A Saint-Marin            | Saint-Marin                      | Stadio Baseball Serravalle | 2000     |
| Palfinger Reggio Emilia    | Reggio d'Émilie (Émilie-Romagne) | Stadio Giorgio Caselli     | 5000     |
| Caffè Danesi Nettuno       | Nettuno (Latium)                 | Stadio Steno Borghese      | 8000     |
| Montepaschi Grosseto       | Grosseto (Toscane)               | Stadio Roberto Jannella    | 8000     |
| Telemarket Rimini          | Rimini (Émilie-Romagne)          | Stadio Baseball Rimini     | 5000     |
| Cariparma Parme            | Parme (Émilie-Romagne)           | Stadio Nino Cavalli        | 5000     |

## Résultats

### Saison régulière
| Rang |                         | MJ | Vic. | Déf. | Pct.  | GB |
| 1er  | Telemarket Rimini       | 42 | 30   | 12   | 0,714 | -  |
| 1er  | Fortitudo Baseball      | 42 | 30   | 12   | 0,714 | -  |
| 3e   | T&A San marino          | 42 | 26   | 16   | 0,619 | 4  |
| 4e   | Cariparma               | 42 | 24   | 18   | 0,571 | 6  |
| 5e   | Caffè Danesi Nettuno    | 42 | 23   | 19   | 0,547 | 7  |
| 6e   | Montepaschi Grosseto    | 42 | 17   | 25   | 0,404 | 13 |
| 7e   | De Angelis Godo         | 42 | 10   | 32   | 0,238 | 20 |
| 8e   | Palfinger Reggio Emilia | 42 | 8    | 34   | 0,190 | 22 |

### Poule demi-finale
| Rang |                    | MJ | Vic. | Déf. | Pct. | GB |
| 1er  | T&A San marino     | 9  | 6    | 3    | .666 | -  |
| 2e   | Fortitudo Baseball | 9  | 5    | 4    | .555 | 1  |
| 3e   | Telemarket Rimini  | 9  | 5    | 4    | .555 | 1  |
| 4e   | Cariparma          | 9  | 2    | 7    | .222 | 4  |

### Série finale
|                    | MJ | Vic. | Déf. |
| Fortitudo Baseball | 5  | 4    | 1    |
| T&A San marino     | 5  | 1    | 4    |

- Fortitudo Baseball - T&A San marino: 2-1.
- Fortitudo Baseball - T&A San marino: 1-3.
- T&A San marino - Fortitudo Baseball: 3-4.
- T&A San marino - Fortitudo Baseball: 7-17.
- T&A San marino - Fortitudo Baseball: 2-16.